# Vincent Savolainen
Vincent Savolainen (1966) is een Zwitserse botanicus. In 1991 is hij afgestudeerd aan de Université de Genève. Hij is in 1995 aan dezelfde universiteit gepromoveerd.
Hij is verbonden aan Imperial College London als universitair docent en onderzoeker. Hij houdt zich hier bezig met onderzoek naar ecologie, moleculaire fylogenie, genetica op populatieniveau en genomics ter verklaring van de oorsprong van de biodiversiteit. Hierbij wil hij onder meer oplossingen vinden voor natuurbescherming. Hij richt zich met name op onderzoek naar wereldwijde en regionale patronen in de biodiversiteit, evolutionaire radiatie (onder meer adaptieve radiatie) in "biodiversity hotspots" (bepaalde gebieden met veel endemische soorten), de genomics van soortvorming en natuurbescherming (onder meer toepassen van DNA-barcoding voor inventarisaties van de biodiversiteit, de follow-up van wilde populaties, de aanpassing van bedreigde soorten aan nieuwe habitats en invasieve soorten). Hij heeft veldwerk verricht op diverse plekken in de tropen en de subtropen.
Sinds 1999 is Savolainen tevens werkzaam als plaatsvervangend hoofd van de afdeling moleculaire systematiek aan het Jodrell Laboratory van de Royal Botanic Gardens, Kew. Hij is een van de botanici die deel neemt aan de Angiosperm Phylogeny Group.
In 2006 is Savolainen verkozen tot “Fellow of the Linnean Society”. In 2006 heeft de Linnean Society of London hem onderscheiden met de Bicentenary Medal, een onderscheiding vanwege uitzonderlijke prestaties voor een bioloog die jonger is dan veertig jaar. Vanaf 2004 zit hij in de redactie van Systematic Biology, het wetenschappelijke tijdschrift van de Society of Systematic Biologists. Tussen 2004 en 2006 heeft hij in de redactie van het tijdschrift Molecular Phylogenetics and Evolution gezeten.
Savolainen heeft bijgedragen aan artikels in wetenschappelijke tijdschriften als American Journal of Botany, Annals of the Missouri Botanical Garden, Botanical Journal of the Linnean Society, Kew Bulletin, Nature, Science en Systematic Botany.